# 澳門旅遊塔 (巴士站)
澳門旅遊塔（葡萄牙語：Torre de Macau），位於澳門大堂區的一個巴士站，位於澳門半島南灣西灣湖廣場。新福利32T路線以該站為終點站，新福利9A、26、32、65路線，澳巴18、18B、23、60路線停靠此站。

## 歷史
- 2003年1月28日，MT1旅遊塔路線開設，以本站為總站。

- 2004年12月31日，MT1旅遊塔路線停駛。

- 2005年2月1日，9A、18路線新增停靠此站。

- 2006年2月1日，26路線改行西灣大橋往返澳門半島及氹仔，新增停靠此站。

- 2017年6月1日起，73路線部分班次改用天然氣巴士行駛。[1]而由於有關車輛之重量超出嘉樂庇大橋之上限，本線改行西灣大橋，同時新增停靠此站。

- 2016年8月25日至9月29日，電動巴士路線E02開設，新增停靠此站。[2]

- 2016年11月，32X路線（現32T）開辦，於每年澳門美食節舉行期間的逢周末提供服務期間以本站為總站。[3]

- 2017年11月10日，18B路線開設，新增停靠此站。[4]

- 2017年12月15日，配合輕軌媽閣站前期建造工程，西灣湖景大馬路近“媽閣總站”實施有限度通車。由於施工需佔用部分巴士站，為理順巴士運作，5、5AX路線臨時停靠此站供乘客落車。[5]

- 2018年8月22日起，因兩巴合併並透過調配車輛調整73路線的部份行程，恢復行駛嘉樂庇總督大橋，同時取消停靠此站。[6]

- 2022年12月3日起，5路線總站調整至“媽閣交通樞紐”，取消停靠此站。[7][8][9][10][11][12]

- 2023年12月2日，配合輕軌媽閣站即將啟用作出以下安排：[13][14]
  - 5AX路線編號更改為65，往牧場街方向停靠本站；
  - 10A路線編號更改為60，新增停靠本站。

## 路線資料

### 總站路線資料
| 新福利 | 32T | 旅遊塔 | ↺ 亞馬喇前地 | - 西灣（初級法院刑事大樓） - 南灣（燒灰爐、巴掌圍） | 特別活動期間提供服務 |

### 中途站路線資料
| 新福利 | 9A  | ↺ 旅遊塔   | 青茂                         | - 西灣（初級法院大樓） - 南灣（燒灰爐、巴掌圍） - 葡京路（新葡京） - 水坑尾街 - 盧廉若公園 - 高士德（培正中學） - 白朗古將軍馬路（逸園賽狗場） - 台山（台山街市、巴波沙、牧場街） - 青茂口岸 |
| 澳巴   | 18  | 牧場街     | 媽閣 輕軌媽閣站 媽閣交通樞紐 | - 西灣（初級法院大樓） - 南灣（燒灰爐） - 風順堂區（亞婆井前地、港務局大樓、海事及水務局） - 媽閣廟 |
| 澳巴   | 18B | 永定街     | 媽閣 輕軌媽閣站 媽閣交通樞紐 | |
| 澳巴   | 23  | ↺ 旅遊塔   | 青洲                         | - 西灣（初級法院大樓） - 南灣（燒灰爐、巴掌圍） - 葡京酒店及總統酒店 - 皇朝（凱旋門、永利、美高梅、捐血中心） - 何賢公園 - 高士德（培正中學、紅街市） - 沙梨頭南街（運順新邨、Donki） - 白朗古將軍馬路（逸園賽狗場） - 青洲大馬路（嘉應花園） - 青茂口岸及青蔥大廈 - 美樂花園 - 工業園街（跨境工業區） |
| 新福利 | 26  | ↺ 路環市區 | 筷子基北灣                   | - 媽閣碼頭（ 輕軌媽閣站） - 河邊新街（凱泉灣、李道巷） - 內港客運碼頭 - 十六浦 - 沙欄仔 - 白鴿巢 - 新橋區（鏡湖醫院、永樂戲院） - 紅街市 - 沙梨頭南街（運順新邨、Donki） |
| 新福利 | 32  | ↺ 旅遊塔   | 筷子基                       | - 西灣（初級法院大樓） - 南灣（燒灰爐、巴掌圍） - 葡京酒店 - 財神酒店及假日酒店 - 高美士（利澳、理工大學、大賽車博物館、馬六甲街停車場） - 水塘馬路 - 二龍喉公園 - 高士德（培正中學、紅街市） - 沙梨頭南街（運順新邨、Donki） - 俾若翰街（綠楊花園）                                                   |
| 澳巴   | 60  | ↺ 司打口   | 外港碼頭                     | - 城市日前地（永利、美高梅） - 皇朝（宋玉生廣場） - 澳門金沙 - 馬六甲街（金龍酒店） |
| 新福利 | 65  | ↺ 司打口   | 牧場街                       | - 城市日大馬路（永利、美高梅） - 總統酒店 - 何賢公園 - 雅廉訪（俾利喇街、聖心學校） - 筷子基（衛生中心） - 台山（李寶椿街、巴波沙） |

## 鄰近公共運輸站
M182 旅遊塔／行車隧道（Torre / Túnel Rodoviário）
路線：26、60、65、N2

## 外部連結
- 新福利官方網站 （繁體中文） （页面存档备份，存于）
- 澳巴官方網站 （繁體中文） （页面存档备份，存于）